# Temnikow Nunataks
Temnikow Nunataks är nunataker i Antarktis. De ligger i Västantarktis. Argentina, Chile och Storbritannien gör anspråk på området.